# جون غرين (لاعب كرة قدم أمريكية أمريكي)
جون غرين (بالإنجليزية: John Green)‏ هو لاعب كرة قدم أمريكية أمريكي، ولد في 15 سبتمبر 1924 في Kent, Jefferson County, Indiana ‏ في الولايات المتحدة، وتوفي في 4 أغسطس 1981 في ناشفيل في الولايات المتحدة.